# Демаков, Александр Иванович
Алекса́ндр Ива́нович Демако́в (6 августа 1960 — 21 апреля 1982) — Герой Советского Союза, заместитель командира 2-й мотострелковой роты по политической части 70-й гвардейской отдельной мотострелковой бригады 40-й армии Краснознамённого Туркестанского военного округа (Ограниченный контингент советских войск в Демократической Республике Афганистане), старший лейтенант.

## Биография и военная карьера
Родился в крестьянской семье. Русский.  Окончил 10 классов.
В Советской Армии с 1977 года. В 1981 году окончил Новосибирское высшее военно-политическое общевойсковое училище имени 60-летия Великого Октября.
Член КПСС с 1980 года.
С 1981 года проходил службу в составе Ограниченного контингента советских войск в Афганистане в должности заместителя командира мотострелковой роты по политчасти. Во время одного из боев, навязанного советским воинам душманами, коммунист Александр Демаков совершил подвиг.
21 апреля 1982 года, исполняя свой воинский долг, молодой офицер-политработник обеспечил прикрытие для отхода боевых товарищей и спас их ценой собственной жизни.
Похоронен на родине.

## Звание Герой Советского Союза
Указом Президиума Верховного Совета от 5 июля 1982 года старшему лейтенанту Демакову Александру Ивановичу посмертно присвоено звание Героя Советского Союза.

## Награды
- медаль «Золотая Звезда»;
- орден Ленина;
- орден Красной Звезды.

## Память
Навечно зачислен в списки 13 роты курсантов училища, где он учился. Именем Героя названы улица Новосибирска и Верх-Ирменская средняя общеобразовательная школа.
В городе Новосибирске установлен бюст Героя.